# Ba Cissoko
Pour les articles homonymes, voir Cissoko.
Ba Cissoko, né en 1967 à Koundara, est un musicien guinéen, maître de kora.

## Biographie
Fils de joueur de kora et directeur de ballet, Ba Cissoko, préférant le foot apprend néanmoins la kora, tardivement, à quatorze ans, auprès de son oncle M'Baty Kouyaté, autre maître de kora.
Il se produit alors dans les hôtels et dans des événements et apprend ainsi le métier.
De 1992 à 1999, il fait partie du groupe Tamalalou qui se produit à quelques reprises en France puis se dissout.
Avec ses partenaires Sékou Kouyaté, Kourou Kouyaté et Ibrahima Bah "Konkouré", Ba Cissoko enregistre trois albums et effectue plusieurs tournées en Afrique de l'Ouest, en Europe et en Amérique du Nord. En 2008, il enregistre la chanson Sunday Bloody Sunday du groupe rock U2 disponible sur l'album In The Name Of Love : Africa Celebrates U2, sorti en avril 2008. Il participe en 2009 au World Music Festival d'Yverdon-les-Bains dans le canton de Vaud en Suisse romande. En 2011, il tourne en France, donne plusieurs concerts et rencontre un franc succès. Son album Nimissa, sorti en 2012, confirme l'engouement du public français pour cet artiste, récompensé par Télérama, Les Inrocks ou encore Mondomix. Son nouvel album "Djélia" sort en mai 2016 chez Cristal Record.
La musique du groupe formé avec ses partenaires tranchait déjà sur la production habituelle par son étonnant mélange des genres. Les rythmes et mélodie traditionnelles alternent avec d'autres plus soutenus voire très énergiques dès l'album Sabolan. Sont présents les instruments traditionnels versions électro-acoustiques (Ba Cissoko à la kora) mais aussi la kora de Sékou Kouyaté carrément électrifiés et passée sur des pédales d'effets types guitares électriques : saturation, reverbe, écho, delay et autres boucles donnant lieu à des solos étonnants de virtuosité et de foisonnement sonore. Sékou Kouyaté (kora), est fils de son oncle et mentor M'Baty Kouyaté.
Ba Cissoko, établi à Marseille est devenu un des habitués des festivals et du circuit de la world-music européens.
Les derniers albums renouent avec bonheur avec l’acoustique et le traditionnel, avec des rappels à d'autres traditions africaines mais aussi caribéennes et latino américaines.
Abdoulaye Kouyaté  a rejoint le groupe à la guitare.

## Discographie
- 2003 : Sabolan (Marabi Productions / Harmonia Mundi)
- 2006 : Electric Griot Land (distribué par Harmonia mundi)
- 2009 : Seno (production LaBelMetis (Nuits Métis)/ Frochot Cantos Music / Distribution Pias)
- 2012 : Nimissa" (Harmonia Mundi)